# Арфа
Арфата е музикален инструмент от групата на струнните инструменти. Тя има струни, които лежат в равнина, разположена перпендикулярно към резонаторната кутия и се превеждат в трептение с пръсти. Всички арфи имат шийка, резонатор и струни. Някои арфи имат и предна колона. Съвременната арфа е с педал, благодарение на който могат да се сменят бемолите и диезите. Арфата се смята за един от най-старите инструменти след барабаните и тромпетите. Тя се среща най-често с форма на триъгълник, чийто корпус винаги изглежда като половината на камбана, покрита с дъска. Ирландските арфи имат възможността да сменят натуралните ноти в бемоли и диези чрез лостчета. Себастиян Ерар прави първата педална арфа, предвидена за кралица Мария-Антоанета.
В древността арфата е била много ценена, затова само аристократите свирили на нея.

## История
Арфата е един от най-древните представители на групата струнни инструменти. Според учените най-старите арфи са от шумеро-халдейски произход, датиращи от 30 век пр.н.е. Такива арфи са открити от Чарлс Ленард през 1928 г. при разкопките на царските гробници в библейския град Ур, близо до Персийския залив. Тези шумерски арфи имат триъгълна форма. Изображения на арфа са открити в гробници и обелиски в Египет от Четвъртата династия, датиращи от 26 век пр.н.е. Те обаче, за разлика от шумерските, са с дъговидна форма, която напомня ловен лък. Този вид дъговидна арфа се среща и в някои народи в Африка. Тя била употребявана и от древните гърци и римляни, а на Балканския полуостров е позната от III век пр.н.е. В Европа арфата става популярна първо в Ирландия и Шотландия, където се възприема триъгълната ѝ форма и е позната с наименованието келтска арфа. През Средновековието арфата е била любим инструмент на странстващите музиканти (трубадури, трувери, минезингери) и е имала от 7 до 9 струни. Била е включена като изучаем инструмент в аристократическото образование, но за кратко време. В средата на XV век е била изместена от семейството на лютните, понеже е диатоничен инструмент. По-късно се правят опити тя да заеме своето място в живота на хората, като в Италия създават първия вид хармонична арфа с два и три реда струни. Монтеверди използва такъв вид арфа в операта „Орфей“ (1607). През 1660 г. тиролските лютиери изработват на арфата механизъм с куки, който чрез действие на ръцете на изпълнителя скъсява струните и повишава височината им с половин тон. Съществен принос за усъвършенстване на арфата прави и немският лютиер Хохбрюкер през 1720 г. Той стига до идеята да привежда в действие куките чрез педали, като прилага за тази цел специална система от трансмисии, които преминават през колоната на арфата. От Бавария и Австрия тази арфа се разпространява и до Франция, където постепенно процъфтява блестяща арфова школа. Дълго време арфата на Хохбрюкер се смята за най-добрата, но имала и редица недостатъци. Чак през 1794 г. няколко лютиера се заемат да я подобрят, като идеята е да се заменят куките с вилична механика (въртящи се металически кръгчета с по два шипа), задействана от педали. През 1811 г. френският майстор Себастиан Ерар изработва арфа със седем педала за двойно престрояване. В оперния оркестър е употребена за първи път от Хендел, а от класиците се използва само от Глук в оп. „Орфей“ и Бетовен – балета „Прометей“. От „Фантастична симфония“ на Берлиоз (1830 г.) арфата става постоянен и равноправен член на съвременния оркестър.

## Устройство
Арфата има триъгълна форма и се състои от опорен стълб (колона), шийка или седло във форма на лежаща буква S, резонаторен корпус, 46 – 47 струни като всички дота са оцветени в червено, а всички фата – в синьо, и 7 педала. Арфата няма гриф.
С помощта на седемте педала, разположени в основата на арфата, се променя височината на тона. Всеки педал може да бъде преместен два пъти: при първото преместване всички едноименни струни се повишават с половин тон, а при второто – с още половин тон по-високо.
Основният строй на арфата е Ces dur. Тя е диатоничен инструмент.

## Нотиране
За арфа се нотира на две петолиния на виолинов и басов ключ, също като при пианото. Няма двойни диези и бемоли, често се използва енхармонична замяна.

## Звучене
Продължителността на тоновете зависи от дължината на струните. За прекъсване на звучността, изпълнителят поставя леко едната или двете си ръце върху струните.
Много характерен ефект при арфата е глисандото, което се получава с плъзгане на едната или двете ръце по струните (едногласно или акордово) във възходяща или низходяща посока. Акордите се изпълняват по два начина: арпежирано или неарпежирано. Възможни са флажолети – само първия тон на естествените, което се означава с нуличка над или под нотата. В съвременния оркестър се употребяват една или две арфи, по-рядко повече – Римски-Корсаков в оп. „Млада“ използва три арфи, а Вагнер в оп. „Рейнско злато“ – шест.

## Арфисти
- Илиана Селимска
- Вера Дулова
- Енриет Рение
- Лорина Маккенит
- Никанор Цабалета
- Харпо Маркс